# Капече Дзурло, Джузеппе Мария
Джузе́ппе Мари́я Капе́че Дзу́рло (итал. Giuseppe Maria Capece Zurlo; 3 января 1711, Монтерони-ди-Лечче, Апулия — 31 декабря 1801, Неаполь) — итальянский кардинал, театинец. Епископ Кальви с 27 мая 1756 по 16 декабря 1782. Архиепископ Неаполя с 16 декабря 1782 по 31 декабря 1801. Кардинал-священник с 16 декабря 1782, с титулом церкви Сан-Бернардо-алле-Терме с 17 февраля 1783. 